# Pósfa
Pósfa est un village et une commune du comitat de Vas en Hongrie.

## Personnalités liées à la commune
- Lajos Marton, ancien officier hongrois né à Pósfa en 1931, réfugié en France après la révolution de 1956, ayant participé en 1962 à l'Attentat du Petit-Clamart